# Сухача (Нови Град)
Сухача је насељено мјесто у општини Нови Град, Република Српска, БиХ. Према попису становништва из 1991. у насељу је живјело 1.087 становника.

## Географија
Насеље се налази у долини ријеке Јапре.

## Становништво
| Демографија | Демографија | Демографија |
| Година      | Становника  | Становника  |
| ----------- | ----------- | ----------- |
| 1948.       | 599         |             |
| 1953.       | 607         |             |
| 1961.       | 827         |             |
| 1971.       | 868         |             |
| 1981.       | 940         |             |
| 1991.       | 1.082       |             |